# Sporting de Portugal (baloncesto)
El Sporting Clube de Portugal es un equipo de baloncesto portugués, con sede en la ciudad de Lisboa, que compite en la LPB, la máxima competición de su país. Es la sección de baloncesto del Sporting Clube de Portugal. Disputa sus encuentros en el Pavilhão João Rocha, con capacidad para 3000 espectadores.

## Historia
La sección de baloncesto del Sporting Clube de Portugal fue fundada en 1927.
En 1995 la modalidad deja de existir en el club, volviendo en 2012, solo con un equipo femenino. 
En 2018, Sporting entregó a la federación una propuesta para ingresar directamente en la LPB, que fue aceptada por todos los equipos. En 2019/20 volvió a jugar en la LPB, quedando campeón.

## Posiciones en liga
- 2020 - (1)
- 2021 - (1) (Campeón)
- 2022 - (3)

## Palmarés
- LPB
  - Campeón (9): 1953-54, 1955-56, 1959-60, 1968-69, 1975-76, 1977-78, 1980-81, 1981-82, 2020-21

- Copa de Portugal
  - Campeón (8): 1954-55, 1974-75, 1975-76, 1977-78, 1979-80, 2019-2020, 2020-2021, 2021/22